# Горин, Павел Осипович
Па́вел О́сипович Го́рин (15 января 1900, Береза-Картузская, Пружанский уезд, Гродненская губерния, Российская империя — 25 апреля 1938, Московская область) — советский и белорусский политический деятель, организатор науки, президент Академии наук Белорусской ССР в 1931—1936 годах. Расстрелян, реабилитирован посмертно.

## Биография
Родился в крестьянской семье в Гродненской губернии, поступил в гимназию Брест-Литовска, но из-за Первой мировой войны эвакуировался и окончил учёбу в гимназии Нижнего Новгорода. В 1919 году вернулся в Белоруссию, стал членом Картуз-Березовского волостного ревкома. Во время Советско-польской войны вступил в РККА, где находился на должности политработника. Образование получил в Коммунистическом университете им. Я. М. Свердлова, затем в Институте красной профессуры. Работал ученым секретарем возглавляемого М. Н. Покровским Общества историков-марксистов, заместителем директора Института истории Коммунистической академии.
13 февраля 1931 года избран президентом Академии наук Белорусской ССР.

## Во главе Академии наук Белорусской ССР
В 1930 году основатель АН Белорусской ССР и её первый президент, В. М. Игнатовский был снят со своего поста главы Академии как «кулацкий агент» и в 1931 году покончил с собой. Его преемником стал П. О. Горин, который возглавлял Академию в 1931—1936 годах и проявил себя прежде всего, как организатор науки. Первым делом Горин добился выхода постановления СНК Белорусской ССР от 13 мая 1931 года «О реорганизации Белорусской Академии наук», в результате чего в организации к концу 1931 года функционировали 12 научно-исследовательских институтов. Сам П. О. Горин возглавил Институт истории АН БССР. При нём в Академии начала создаваться собственная система подготовки научных кадров — институт аспирантуры (1932) и докторантура (1934).
26 января—10 февраля 1934 года делегат XVII съезда ВКП(б) с совещательным голосом.

## Перевод в Москву и гибель
В 1936 году переведен в Москву. В мае 1937 года утверждён в должности декана исторического факультета МГУ, «но появившись на факультете три раза, просит деканом его не считать».
23 августа 1937 года арестован, 25 апреля 1938 года приговорен к смертной казни, реабилитирован 17 сентября 1955 года.

## Научная деятельность
Редактировал труды В. И. Ленина на белорусском языке, автор работ об установлении советской власти в Белоруссии, об академике М. Н. Покровском.